# Drosera afra
Drosera afra este o specie de plante carnivore din genul Drosera, familia Droseraceae, ordinul Caryophyllales, descrisă de Debbert. Conform Catalogue of Life specia Drosera afra nu are subspecii cunoscute.